# Nam pla phrik
La nam pla phrik (trascritta anche nam pla prik, in thai น้ำปลาพริก), detta anche phrik nam pla, è una salsa utilizzata in Thailandia come condimento salato e particolarmente piccante a base di salsa di pesce e peperoncino thai. Viene utilizzata anche in Laos, dove prende il nome jeow pa mak phet (in laotiano ກ່ຽວປາໝາກເຜັດ) o jeow mak phet pa. In Vietnam si trova una variante più elaborata e meno piccante chiamata nước chấm.
Queste salse sono molto diffuse in questi Paesi, dove si aggiungono a piacere sui piatti già pronti e sono sempre presenti in tavola; per i gusti locali sostituiscono i condimenti come il sale e il pepe presenti sulle tavole di altre tradizioni gastronomiche.

## Preparazione e conservazione

### Thailandia e Laos

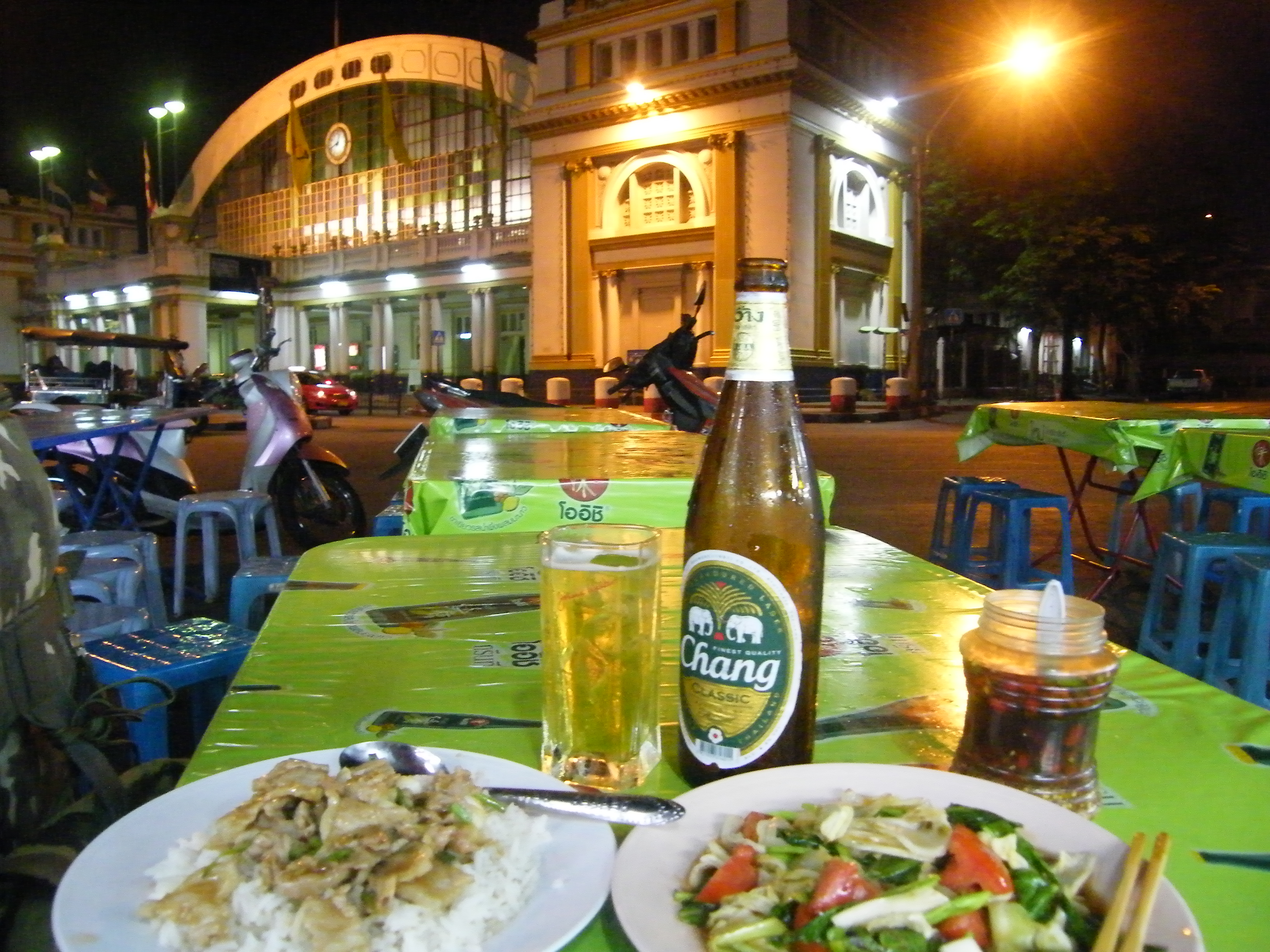
A destra, un vasetto di phrik nam pla per una cena a Bangkok

La preparazione della thailandese nam pla phrik e della laotiana jeow pa mak phet è molto semplice e rapida: tagliare finemente diversi peperoncini freschi, sia quelli verdi più piccanti che quelli rossi più maturi, e metterli in un contenitore assieme alla salsa di pesce. Una versione più raffinata e gustosa richiede l'aggiunta di succo di lime e aglio e/o scalogno tagliati fini. La salsa si conserva a lungo in frigorifero in un recipiente chiuso, nel quale si può aggiungere la salsa di pesce e/o il peperoncino quando finiscono. Viene di solito servita in un recipente medio al cui interno va messo un cucchiaino o in un piccolo recipiente per ognuno dei commensali.

### Vietnam
La nước chấm vietnamita è una versione più elaborata, meno piccante e meno salata della nam pla phrik, essendo preparata con salsa di pesce, un solo peperoncino e con altri ingredienti che variano a seconda delle varie ricette esistenti. Può contenere succo di lime, acqua, aceto di riso o di sidro, zucchero, aglio tritato e carota a fettine.
Si può preparare una salsa vegetariana che ricorda la nước chấm senza la salsa di pesce, e tra gli ingredienti aggiuntivi che aggiungano sapore si può utilizzare salsa di soia, vino di riso o sherry, citronella tritata, cannella in polvere, olio di arachidi, zucchero e sale, oltre all'aglio tritato. Entrambe queste salse durano in frigo solo tre giorni e un mese nel congelatore.